# Svartnes
Svartnes est une localité du comté de Troms, en Norvège.

## Géographie
Administrativement, Svartnes fait partie de la kommune de Balsfjord.